# Klostermansfeld
Klostermansfeld – gmina w Niemczech, w kraju związkowym Saksonia-Anhalt, w powiecie Mansfeld-Südharz, wchodzi w skład gminy związkowej Mansfelder Grund-Helbra.